# Antiochiai ortodox egyház
Az antiochiai ortodox egyház vagy antiochiai patriarchátus az öt eredeti ősi keresztény patriarchátus egyike. A hagyomány alapján Péter és Pál apostol alapították. Eredetileg a második legfontosabb ősi patriarkátus volt, később ezt a szerepet Konstantinápoly vette át. Azóta az autokefál ortodox egyházak tiszteletbeli sorrendjében a Konstantinápolyi és Alexandriai után a harmadik hely illeti meg.
Az egyház székhelye 1268 óta Damaszkusz, de nevében mind a mai napig megtartotta az eredeti székhelyre utaló "antiochiai" jelzőt.
Jelenleg Szíriában 6, Libanonban 6, Irakban 1, Törökországban 3, Észak-Amerikában 2, Dél-Amerikában 2 egyházmegyéje van.

## Szakadások
A 451-es khalkedóni egyetemes zsinaton szakadás következett be az ókeresztény egyházban, aminek következtében az antiochiai patriarchátus híveinek nagy többsége szintén Antiochiai székhellyel megalapította a miafizita (téves megjelöléssel monofizita) irányzatú szír ortodox egyházat. Mind a mai napig a szír ortodox egyház a legnagyobb az eredeti antiochiai patriarchátus jogutódjai között. Később a katolikus misszió hatására a szír ortodox egyház híveinek kisebb csoportja csatlakozott a római székhelyű katolikus egyházhoz, így alakult ki a szír katolikus egyház nevű keleti katolikus egyház.
Ugyancsak a katolikus misszió hatására az antiochiai ortodox egyházban is bekövetkezett egy kisebb szakadás, hívek kisebb csoportja csatlakozott a katolikus egyházhoz, így alakult ki a melkita bizánci katolikus egyház nevű keleti katolikus egyház.
Külön figyelmet érdemel a maronita katolikus egyház, amelynek alapítói szintén az antiochiai patriarchátusból váltak ki az 1054-es nagy egyházszakadás idején és a katolikus egyházhoz csatlakoztak. Ez az egyetlen keleti katolikus egyház, amely nem katolikus misszió hatására, hanem önként került a római pápa főhatalma alá.